# Наогаон (зіла)
Наогаон (бенг. নওগাঁ, трансліт. Nôugã) — округ на півночі Бангладеш, частина округу Раджшахі. Він названий на честь своєї штаб-квартири, міста Наогаон в Наогаон Садар Упазіла.

## Демографія

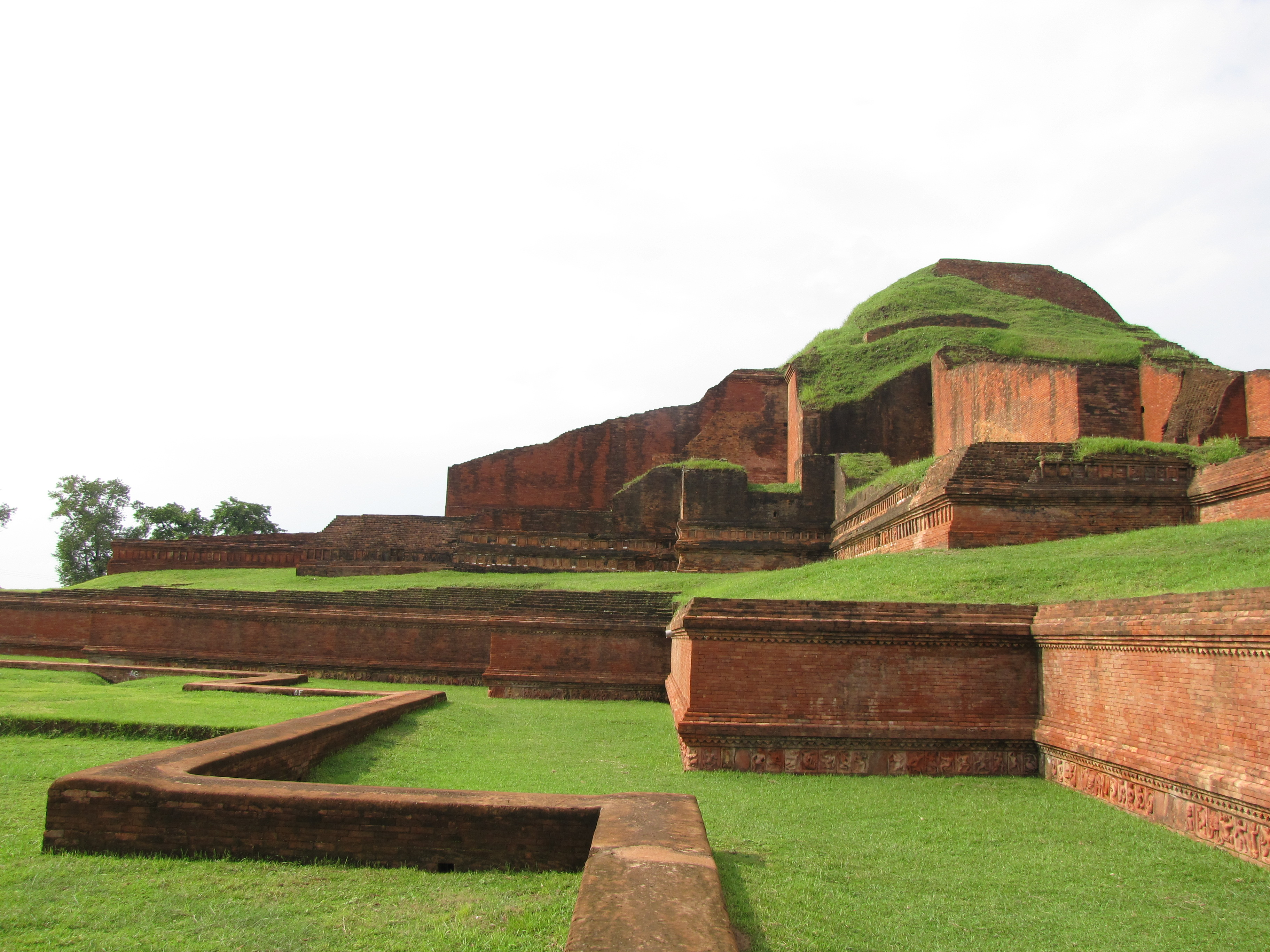
Сомапура Махавіхара

За даними перепису населення Бангладеш 2022 року, населення округу Наогаон становить 2 784 598 осіб, з яких 13 74 312 чоловіків і 14 08 840 жінок. Сільське населення становило 23 67 082 особи (85,01 %), а міське — 4 16 243 особи (14,99 %). Район має рівень грамотності 72,14 % для населення від 7 років: 74,66 % для чоловіків і 69,70 % для жінок. Це більше порівняно з 44,39 % у 2001 році та 28,40 % у 1991 році. Декадний темп зростання округу Нагаон становив 8,73 % за десятиліття 2001—2011 років, порівняно з 11,33 % за десятиліття 1991—2001 років.

## Пам'ятки
Пагарпур — невелике село 5 км на захід від Джамалганджа в районі Наогаон, де були розкопані залишки монастиря Сомапура Махавіхара. Ця археологічна знахідка 7-го століття охоплює площу приблизно 110 000 м2 землі. Весь заклад, що займає чотирикутний двір, має понад 270 метрів місць і становить від 3.7 до 4.6 м у висоту. Зі складним комплексом шлюзів на півночі є 45 камер на півночі та по 44 на кожній з трьох інших сторін, загалом 177 кімнат. В архітектурі пірамідального хрестоподібного храму вплинули архітектури Південно-Східної Азії, особливо М'янми та Яви. Свою назву він отримав від високого кургану, схожого на пагар, або пагорб.

## Адміністративно-територіальний поділ

Карта району

Секретар районної ради: ATM Abdullahel Baki
Голова районної ради: AKM Fozley Rabbi
Заступник комісара (DC): Халід Мехді Хасан, PAA
Суперінтендант поліції (SP): Md. Iqbal Hossain

### Упазили
Район поділяється на 11 упазіл:
- Атрай Упазіла
- Бадалгачхі Упазіла
- Дхамоірхат Упазіла
- Манда Упазіла
- Мохадевпур Упазіла
- Наогаон Садар Упазіла
- Ніаматпур Упазіла
- Патнітала Упазіла
- Порша Упазіла
- Ранінагар Упазіла
- Сапахар Упазіла